# Sauropus saksenanus
Sauropus saksenanus är en emblikaväxtart som beskrevs av Manilal, Prasann. och V.V. Sivarajan. Sauropus saksenanus ingår i släktet Sauropus och familjen emblikaväxter. Inga underarter finns listade i Catalogue of Life.